# Lanslebourg-Mont-Cenis
Lanslebourg-Mont-Cenis là một xã thuộc tỉnh Savoie trong vùng Rhône-Alpes ở đông nam nước Pháp. Xã này nằm ở khu vực có độ cao từ 1356-3609 mét trên mực nước biển.